# 蔡仲
蔡仲（？—？），姬姓，名胡，西周人，蔡國第二任國君。
胡的父親蔡叔度在三監之亂後被周公旦流放。蔡叔度死後，胡改進了品行，「率德馴善」，周公旦知道後，舉薦他出任魯國的卿士。胡使魯國治理得很好，在周公旦的建議下，周成王把蔡地封給胡為國，是為蔡仲。